# Archiboehmeria atrata
Archiboehmeria atrata là loài thực vật có hoa trong họ Tầm ma. Loài này được (Gagnep.) C.J.Chen mô tả khoa học đầu tiên năm 1980.